# 강진 무위사 극락전 내벽사면벽화
무위사극락전내벽사면벽화(無爲寺極樂殿內壁四面壁畵)는 전라남도 강진군, 무위사 극락보전에 있는 조선시대의 벽화이다. 2001년 8월 3일 대한민국의 보물 제1315호로 지정되었다.

## 개요
무위사 극락전 동측 내벽 중앙의 삼존불화(三尊佛畵)와 서측 내벽 중앙의 아미타래영도를 비롯한 29점은 현재 모두 해체되어 보존각에 보관·진열 중에 있다. 이들 벽화중 삼존불화와 아미타래영도 2점과 15세기 추정의 관음보살도, 당초문도 2점 등 4점은 지금껏 발견된 불교벽화 가운데 가장 앞선 것들로, 고려식 조선 초기 불화연구에 중요한 자료이다.
이외의 오불도를 비롯한 25점 또한 비록 훨씬 후대인 조선시대 18〜19세기에 걸쳐 전면적으로 다시 덧그린 것들이라 생각되지만, 아래 면에서 드러난 본래 벽화의 솜씨가 후불벽화와 같은 시기로 추정되어 위의 벽화 4점과 함께 일괄 지정하여 보존할 만한 가치가 충분히 있다.

## 같이 보기
- 무위사
- 강진 무위사 극락보전 - 국보 제13호

## 참고 자료
- 무위사극락전내벽사면벽화 - 국가유산청 국가유산포털